# Odpowiedzialność społeczna
Odpowiedzialność społeczna – postawa, która charakteryzuje się dobrowolnym działaniem na rzecz pozytywnych zmian w najbliższym otoczeniu społecznym. Jest to zaangażowanie indywidualnego człowieka w kreowanie lepszej rzeczywistości społecznej. Obywatele mają nie tylko prawa, ale także obowiązki względem społeczeństwa i wspólnoty. 
Postawa społecznie odpowiedzialna przyczynia się do lepszej jakości życia i dobrostanu społecznego. Pomaga w kształtowaniu społeczeństwa obywatelskiego, w którym każda osoba ma wpływ na toczące się na różnych poziomach procesy decyzyjne i działania. Odpowiedzialni, aktywni obywatele kreują zmianę w jakości życia w społeczeństwie, która prowadzi do większej szczęśliwości.
Postawa odpowiedzialności społecznej może być realizowana również przez firmy. Mówimy wówczas o społecznej odpowiedzialności biznesu (z ang. CSR – Corporate Social Responsibility).